# Kościół św. Rodziny w Czarnej Białostockiej
Kościół pw. Świętej Rodziny w Czarnej Białostockiej – jeden z dwóch rzymskokatolickich kościołów parafialnych w Czarnej Białostockiej, należący do dekanatu Wasilków archidiecezji białostockiej.

## Historia
Projekt świątyni został opracowany przez inżyniera architekta Jerzego Tryburskiego. Budowa została rozpoczęta w dniu 5 kwietnia 1976 roku, natomiast już w dniu 3 grudnia kościół był gotowy w stanie surowym. Niedługo, bo w dniu 26 grudnia świątynia została poświęcona. Prace wykończeniowe razem z wyposażaniem wnętrza trwały do 1983 roku.
Po zakończeniu prac wykończeniowych budowla została konsekrowana w 1983 roku przez biskupa Edwarda Kisiela. W latach 2005–2008 proboszcz parafii, ksiądz Jerzy Bezubik wymienił nagłośnienie w świątyni. Później, w latach 2008-2013 budowla została wyremontowana: zostały wymienione okna i zostało wymalowane wnętrze kościoła. Poza tym została założona izolacja termiczna, została wymalowana elewacja i dach oraz została założona izolacja fundamentów. W 2014 roku został przeprowadzony generalny remont schodów świątyni.

## Architektura i wyposażenie
Jest to budowla postmodernistyczna, posiadająca stylistykę puszczańską. Obrazy w świątyni zostały namalowane głównie przez Franciszka Szyłejkę. Kaplice boczne: pogrzebowa - posiada kolekcję cmentarnych podlaskich krzyży kowalskich, chrzcielna - posiada fragment ornatu z wizerunkiem Matki Bożej Ostrobramskiej. Kondygnacja dolna świątyni pełni rolę zaplecza duszpasterskiego.